# Корінні народи Плато
Індіанці Плато або Індіанці Північно-західного плато — корінні індіанські народи та племена, що населяли території на сході Каскадних гір: центр і південь внутрішньої частини канадської провінції Британська Колумбія (Внутрішнього плато) і неприбережних частин штатів Тихоокеанського північного заходу (північ Айдахо, захід Монтани, схід Вашингтону, схід Орегону, схід Північної Каліфорнії).

## Мови
Мови народів Плато переважно належать до салішських (внутрішньо-салішська гілка), сахаптінських та чінукських. Деякі мови лінгвісти відносять до ізолятів, наприклад, мову кутенаї.

## Список корінних народів Плато

### Салішські народи та племена
- Внутрішні саліш
  - Біттеррут
  - Венатчі
  - Ентіат
  - Каліспел
  - Кер-д'Ален
  - Ліллуетт
  - Метхоу
  - Неспелем
  - Нікола
  - Нлакапамук
  - Оканаган
  - Санпоіл
  - Секвепемк
  - Сінікст
  - Сінкіус
  - Спокан
  - Челан

### Сахаптінські народи та племена
- Сахаптіни
  - Валла-валла
  - Ванапам
  - Клікітат
  - Не-персе
  - Палус
  - Теніно
  - Умалітілла
  - Якама

### Чінукські народи та племена
- Васко
- Ватлата
- Катламет
- Клакамас
- Клатсоп
- Мултномах

### Інші
- Кайюс
- Калапуйя
- Кламат
- Кутенаї
- Модок
- Молала
- Нікола (атабаскі)